# Wilhelm von Amann

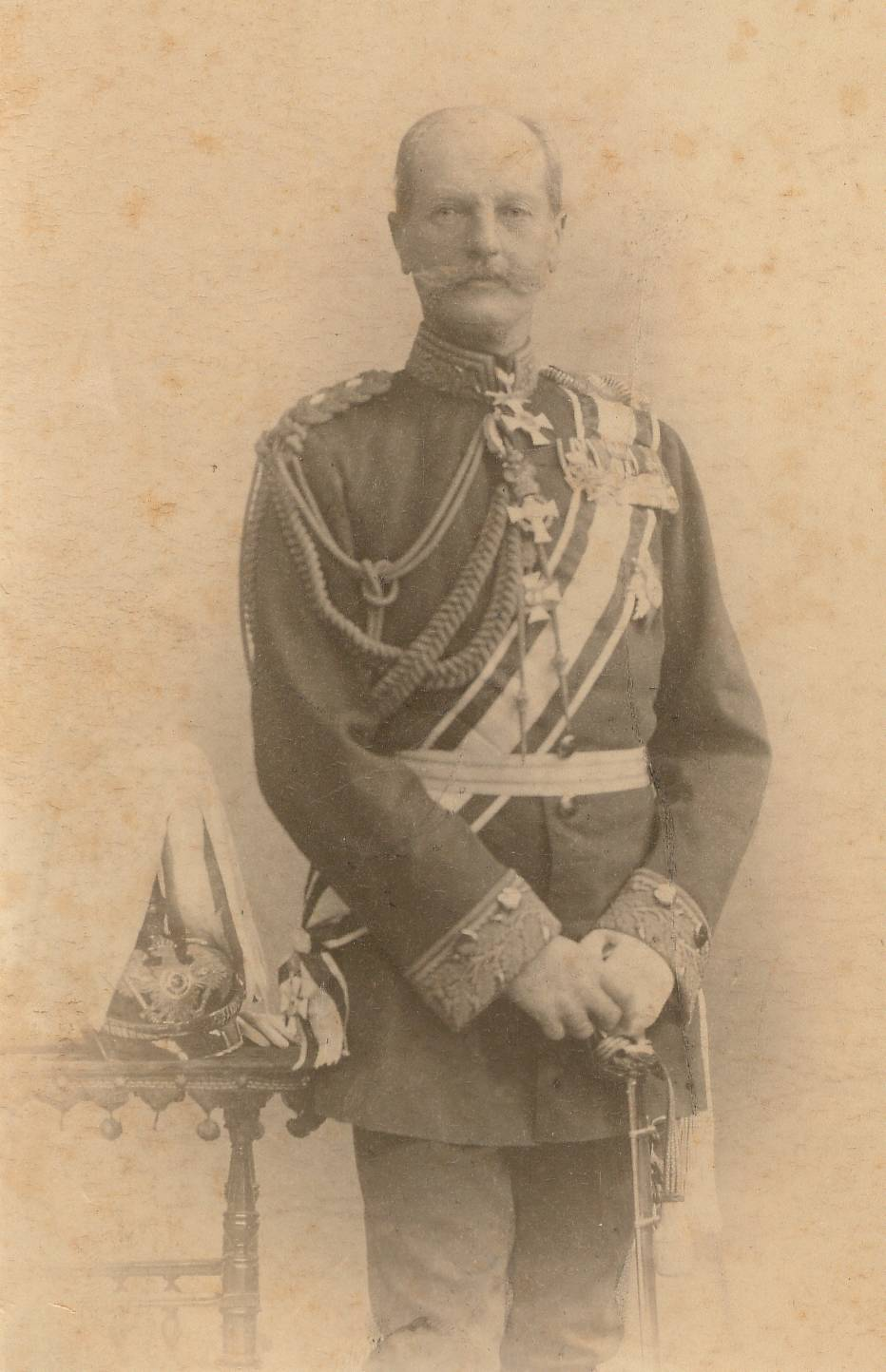
Wilhelm von Amann

Georg Wilhelm Ferdinand Amann, seit 1891 von Amann, (* 24. November 1839 in Berne; † 13. August 1928 in Berlin) war ein preußischer General der Infanterie.

## Leben

### Herkunft
Wilhelm war der Sohn des Amtmanns Johann Georg Amann (1794–1852) und dessen Ehefrau Adelheid Charlotte, geborene von Jaegersfeld (1804–1885). Ihre Schwester Friederike war mit dem oldenburgischen Minister Johann Ludwig Mosle verheiratet.

### Militärkarriere
Amann besuchte die Schule in Berne und die Oberrealschule in Oldenburg. Am 22. August 1855 trat er als Volontär in das Oldenburger Infanterieregiment ein. Er avancierte bis August 1857 zum Sekondeleutnant und fungierte von Mai 1862 bis Ende September 1864 als Bataillonsadjutant. Anschließend war Amann zur Preußischen Kriegsakademie nach Berlin kommandiert. Nach dem Beginn des Deutschen Krieges kehrte er zu seinem Regiment zurück und nahm am Mainfeldzug teil. Dabei wurde Amann im Gefecht bei Werbach durch einen Schuss in den Oberschenkel schwer verwundet und mit dem Ehrenritterkreuz II. Klasse des Haus- und Verdienstordens des Herzogs Peter Friedrich Ludwig mit Schwertern sowie dem Kronenorden IV. Klasse mit Schwertern ausgezeichnet.
Nach dem Krieg stieg Amann zum Premierleutnant auf und war kurzzeitig im April 1867 als Ordonnanzoffizier des Großherzogs von Oldenburg tätig. Am 1. Mai 1867 wurde er zur Dienstleistung beim Generalstab kommandiert und am 25. September 1867 unter Belassung in diesem Kommando in das Grenadier-Regiment „König Friedrich Wilhelm IV.“ (1. Pommersches) Nr. 2 der Preußischen Armee versetzt. Mit der Mobilmachung anlässlich des Krieges gegen Frankreich wurde Amann Führer der 3. Kompanie. In der Schlacht bei Gravelotte wurde er verwundet und erhielt das Eiserne Kreuz II. Klasse. Amann wurde am 24. September 1870 zum Hauptmann befördert sowie zum Kompaniechef ernannt und nahm an der Belagerung von Paris teil.
Unter Stellung à la suite wurde er am 17. Mai 1872 als Lehrer an die Kriegsschule in Potsdam kommandiert. Daran schloss sich vom 16. April 1874 bis zum 3. Juli 1876 eine Kommandierung an die Vereinigte Artillerie- und Ingenieurschule an. Während dieser Zeit war Amann im Juni/Juli 1874 auch als Examinator bei der Obermilitärstudienkommission tätig. Anschließend versah er Truppendienst als Kompaniechef im 4. Posenschen Infanterie-Regiment Nr. 59. Unter Beförderung zum Major wurde Amann am 14. Januar 1879 zum Direktor der Kriegsschule in Potsdam ernannt. Am 13. März 1884 folgte seine Versetzung als Bataillonskommandeur in das 1. Thüringische Infanterie-Regiment Nr. 31 und in dieser Eigenschaft wurde Amann am 12. Juni 1886 Oberstleutnant. Als solcher war er für zwei Jahre etatsmäßiger Stabsoffizier im Garde-Füsilier-Regiment und am 4. August 1888 beauftragte man Amann unter Stellung à la suite mit der Führung des Grenadier-Regiments „Prinz Carl von Preußen“ (2. Brandenburgisches) Nr. 12. Mit seiner Beförderung zum Oberst wurde er am 17. Dezember 1888 zum Regimentskommandeur ernannt. Unter Versetzung in das Kadettenkorps erfolgte am 20. Mai 1889 die Ernennung zum Kommandeur der Hauptkadettenanstalt in Groß-Lichterfelde.
Für seine Verdienste erhob ihn Wilhelm II. am 22. August 1891 in den erblichen preußischen Adelsstand. Mitte September 1891 wurde Amann zum Kommandeur des Kadettenkorps ernannt und am 20. Oktober 1891 zum Generalmajor befördert. Vom 14. Mai 1894 bis zum 28. Juni 1895 war er Kommandeur der 9. Infanterie-Brigade in Frankfurt (Oder). Anschließend kommandierte er als Generalleutnant die 35. Division in Graudenz. Am 15. Juni 1899 wurde Amann zum Gouverneur von Thorn ernannt und in dieser Stellung erhielt Amann am 27. Januar 1900 den Charakter eines Generals der Infanterie. In Genehmigung seines Abschiedsgesuches wurde er am 22. März 1902 mit der gesetzlichen Pension zur Disposition gestellt. Unmittelbar nach seiner Verabschiedung würdigte ihn Wilhelm II. durch die Verleihung des Großkreuzes des Roten Adlerordens mit Eichenlaub.

### Tod und Grabstätte
Wilhelm von Amann starb 1928 im Alter von 88 Jahren in Berlin und wurde auf dem Alten St.-Matthäus-Kirchhof in Schöneberg beigesetzt. Das Grab ist nicht erhalten geblieben.

### Familie
Amann hatte sich am 8. Oktober 1868 in Oldenburg mit Emma Hegeler (* 1848) verheiratet. Aus der Ehe gingen folgende Kinder hervor:
- Friedrich Ludwig (1870–1953), deutscher Generalleutnant ⚭ 9. Oktober 1897 mit Eva Adelheid Klara Hedwig von Pelzer (* 1877)
- Annie Elisabeth (* 1872)
- Otto Wilhelm (* 1877), deutscher Offizier
- Ernst August (* 1877), deutscher Offizier
- Gertrud Luise (* 1879) ⚭ 16. April 1901 Gerhard von Enckevort (1868–1945), deutscher Generalmajor